# Штормтрап

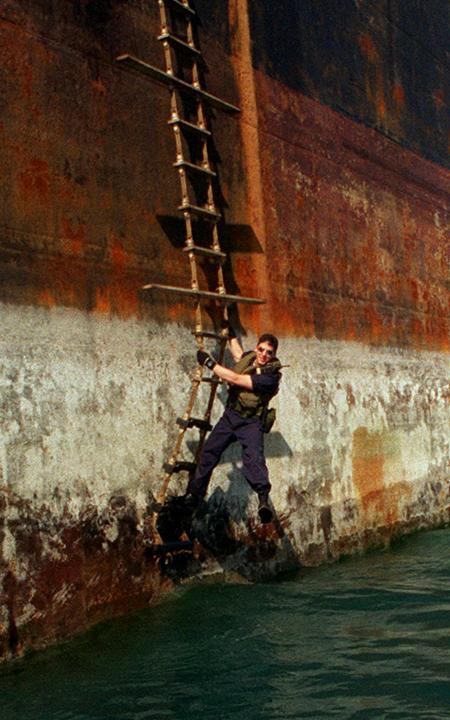
Штормтрап (штормовой трап)

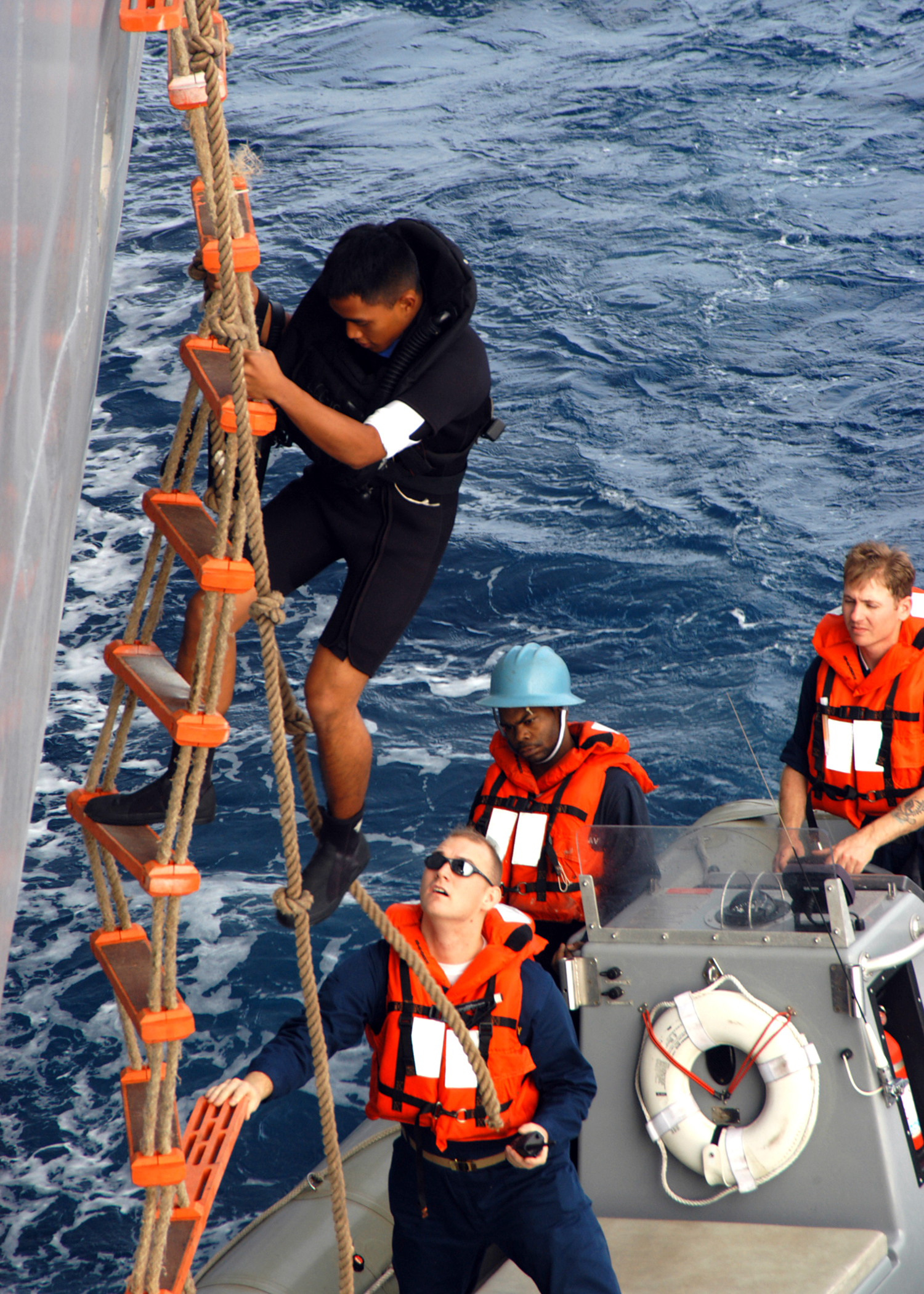
Сход вниз по штормтрапу с борта военного корабля на катер, при этом держаться руками следует за тросы, но не за ступени

Што̀рмтра́п (сокр., от штормово́й трап, от нидерл. storm — «буря» и trap — «лестница») — разновидность верёвочной лестницы с балясинами, опущенная по наружному борту (или подвешенная к выстрелу) и служащая для подъёма на военный корабль или торговое судно.
Штуртрап — веревочная лестница с кормы.

## История
В парусную эпоху, во время прибытия корабля в гавань, на корме парусника по обоим бортам спускали шлюпки для высадки на берег. Команда корабля разделялась на две группы и грузилась на шлюпки по штормтрапам. Для изготовления штормтрапа брали трос кабельной работы удвоенной длины от верхнего края транца до ватерлинии. На концах отрезка троса делали огон и крепили на транце. На тросе крепили деревянные балясины через каждые 16 дюймов (около 40 см). По обеим сторонам штормтрапа крепи фалрепы, которые закрепляли на стойках релинга, на них через каждые 9 дюймов (около 22,5 см) делали кнопы, за которые возможно было удобно держаться.
Сегодня штормтрап находится у борта судна (корабля) в месте посадки в спасательные шлюпки, спасательные плоты, лоцманский катер и прочие плавсредства. При подъёме по штормтрапу следует держаться за пеньковые тросы, а не за балясины, так как балясины могут прищемить пальцы о борт корабля. По нормативу СОЛАСа тросы штормтрапа должны быть изготовлены из пеньки, так как обеспечивают более безопасное передвижение, чем верёвки, изготовленные из другого материала. При высоком надводном борте корабля (судна) иногда используют совместно парадный трап и штормтрап.

Выстрел, для удобства купающихся, вооружается дополнительными штормтрапами и шкентелями с муссингами, на верхней палубе приготавливаются спасательные средства и концы для подачи на случай оказания помощи.
— Сохранение здоровья военнослужащих, Ст. 529. Корабельный устав Военно-морского флота Российской Федерации, 2001
Штормтрап в английском языке (Jacob’s ladder) и немецком (Jakobsleiter) назван по библейской легенде — лестнице Иакова.